# US-amerikanische Badmintonmeisterschaft 2019
Die US-amerikanische Badmintonmeisterschaft 2019 fand vom 6. bis zum 8. Dezember 2019 im Arena Badminton Club in Pomona, Kalifornien, statt.

## Medaillengewinner

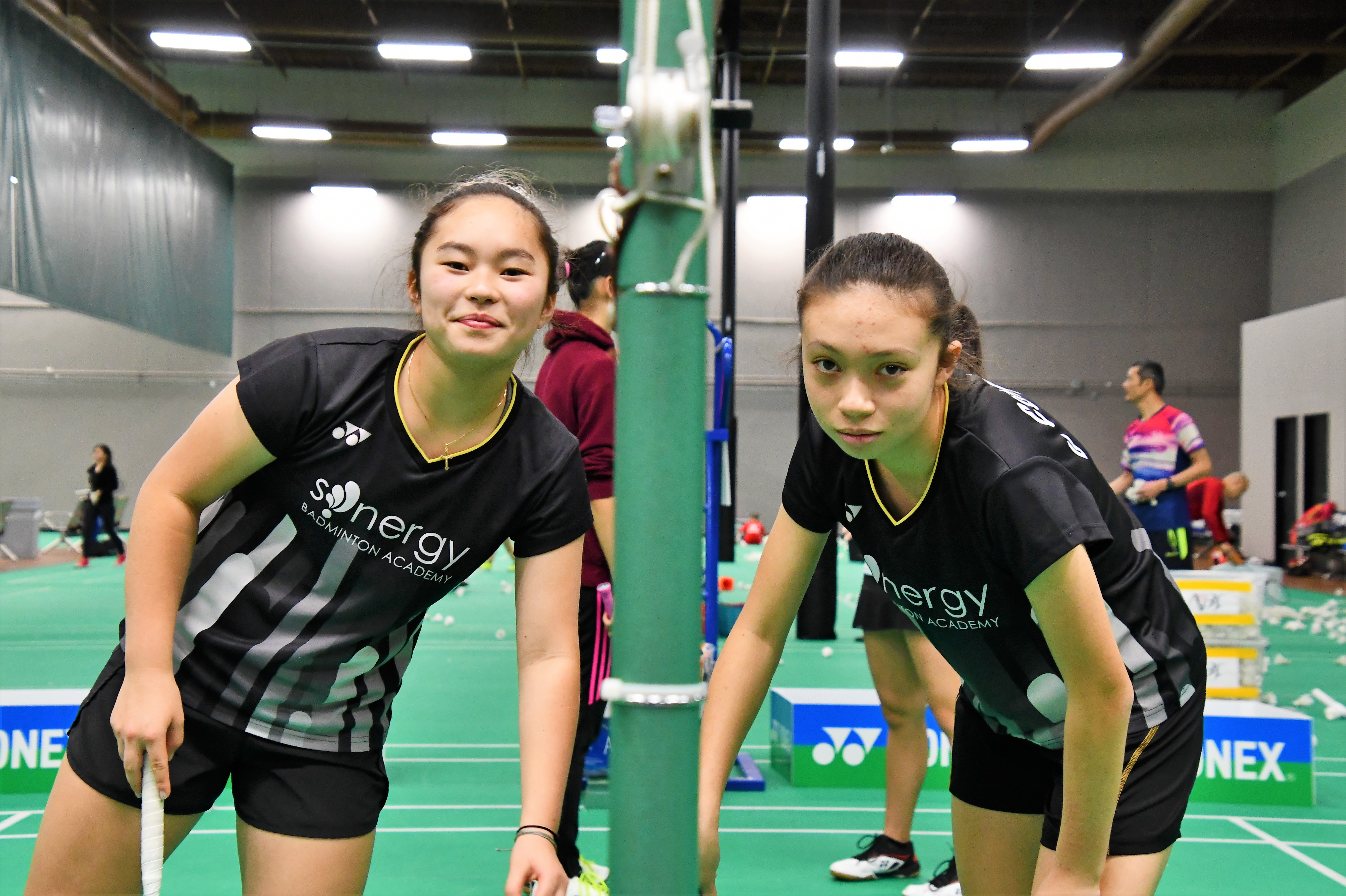
Allison Lee und Francesca Corbett

| Disziplin    | Gold                          | Silber                        | Bronze                       |
| ------------ | ----------------------------- | ----------------------------- | ---------------------------- |
| Herreneinzel | Darren Yang                   | Joshua Yang                   | Ryan Zheng                   |
| Dameneinzel  | Esther Shi                    | Natalie Chi                   | Sanchita Pandey              |
| Herrendoppel | Phillip Chew Ryan Chew        | Henry Tang Joshua Yang        | Vinson Chiu Ryan Zheng       |
| Damendoppel  | Francesca Corbett Allison Lee | Nicole Frevold Esther Shi     | Kuei Ya Chen Sanchita Pandey |
| Mixed        | Vinson Chiu Jamie Subandhi    | Elias Frausing Nicole Frevold | Noel Carino Katherine Tor    |